# Židle Bubble

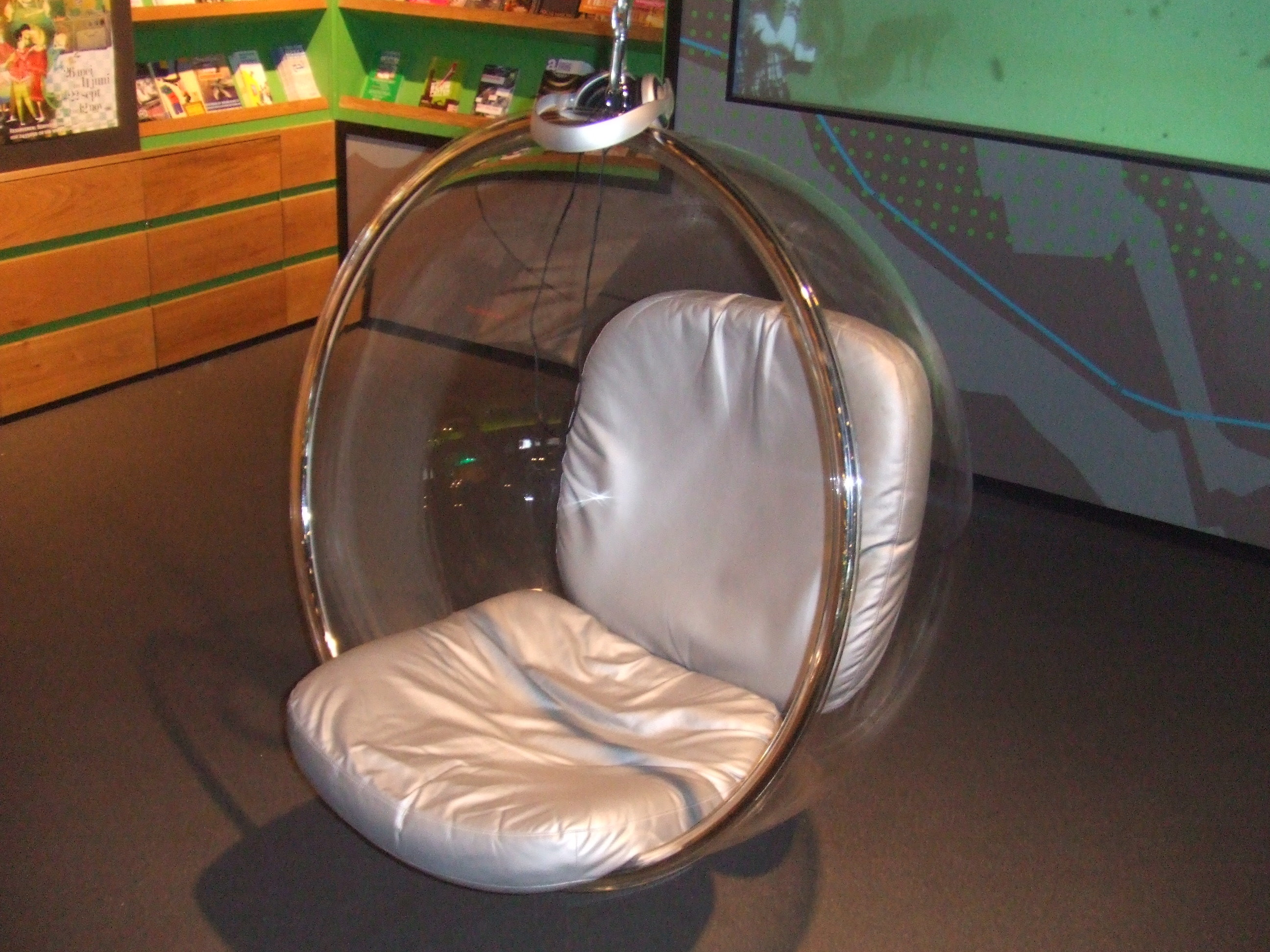
Židle Bubble z roku 1968 v rotterdamské veřejné knihovně

Židle Bubble (anglicky Bubble chair) je designový nábytek, který vytvořil finský designér Eero Aarnio v roce 1967. Vizuální podoba židle vychází ze dříve uvedené židle Ball Chair. Rozdílem mezi oběma typy židlí je fakt, že Bubble se připevňuje ke stropu místnosti pomocí řetězu a vyrábí se z průhledného materiálu, který propouští do židle více světla.

## Výroba
Při výrobě židle Bubble se nejčastěji využívá akrylát. Materiál se vyfukuje do kulovitého tvaru, podobného mýdlové bublině. Akrylovou bublinu obklopuje pevný ocelový rám.